# Away All Boats
Away All Boats é um filme estadunidense de 1956, do gênero guerra, produzido pela Universal Pictures e dirigido por Joseph Pevney.

## Elenco
- Jeff Chandler
- George Nader
- Lex Barker
- Julie Adams
- Keith Andes
- Richard Boone